# Schloss Christiansburg (Eisenberg)

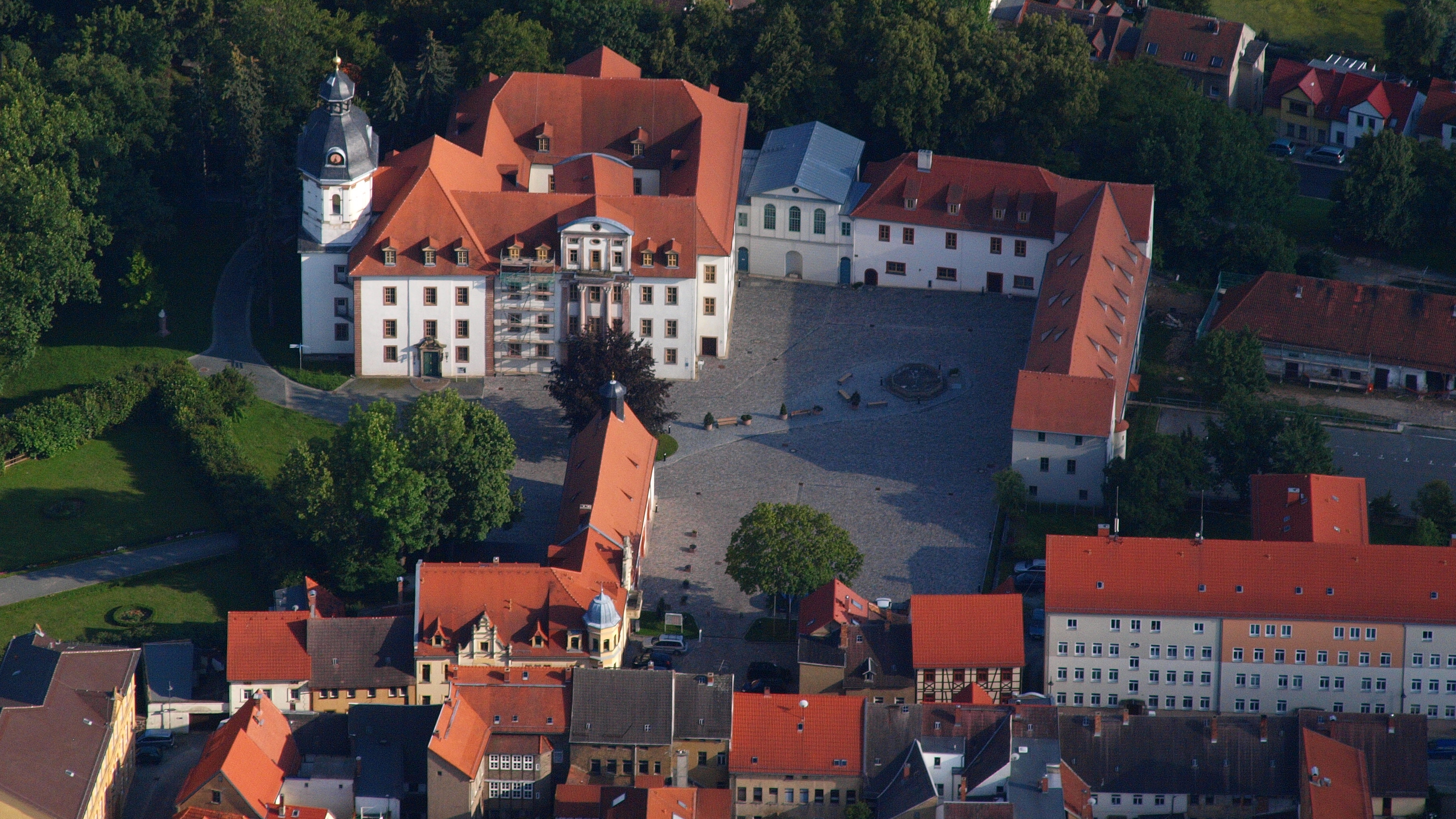
Schloss Christiansburg von Norden, Luftaufnahme (2011)

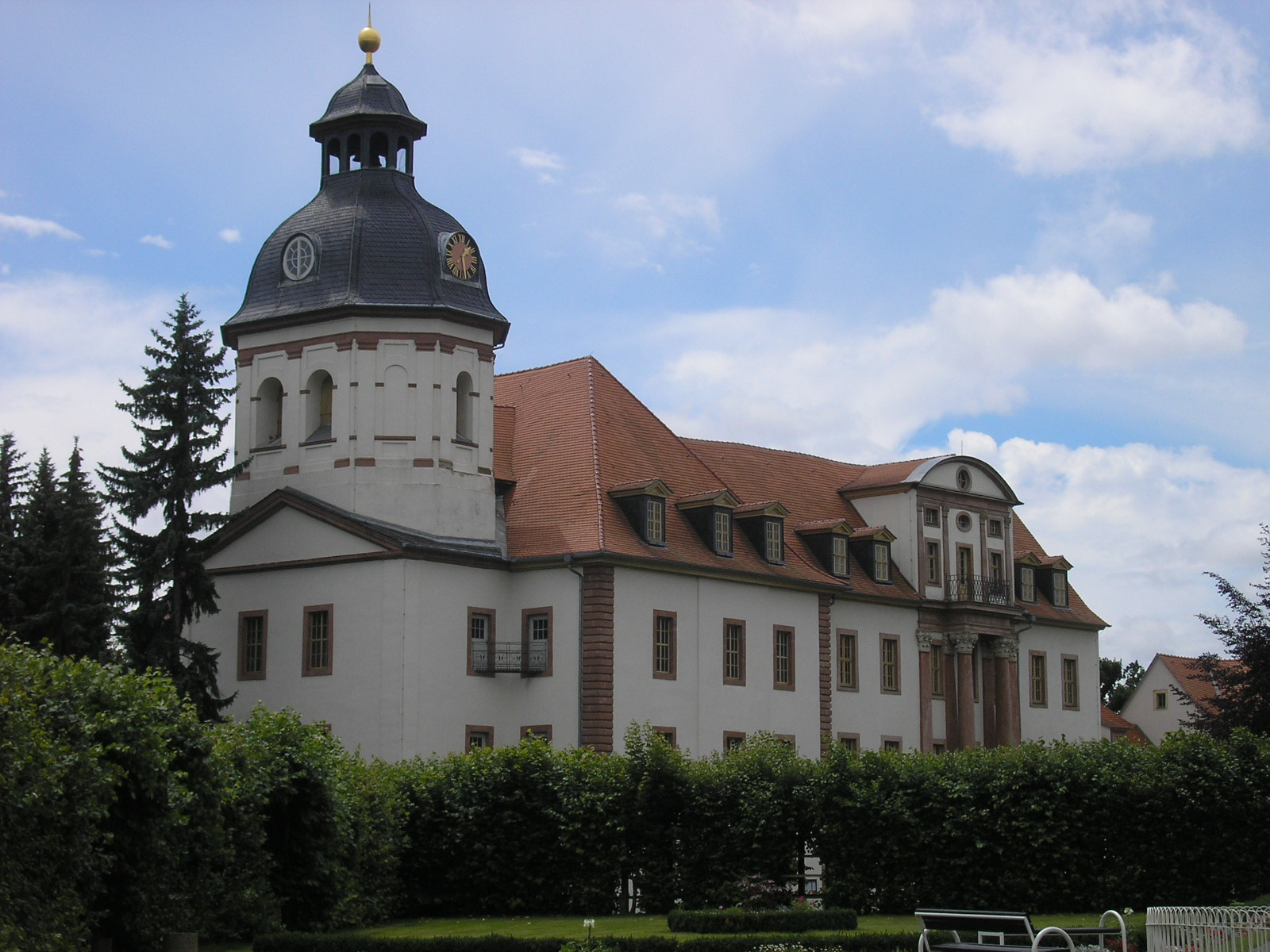
Schloss Christiansburg mit Schlosskirche St. Trinitatis von Nordosten

Das Schloss Christiansburg befindet sich in der Stadt Eisenberg im Saale-Holzland-Kreis in Thüringen.

## Lage
Südlich der (heutigen) Altstadt auf einer nach Süden stärker abfallenden Erhöhung befindet sich das Schloss in der Nähe der Gabelung der Bundesstraße 7 mit weiteren Verkehrsanbindungen auf die umliegenden Orte.

## Geschichte

### Burg und Renaissanceschloss Eisenberg
Als die tiefer liegende (ursprüngliche) „Altstadt“ trotz Stadtmauer bei einer Belagerung 1189 im Widerstreit zwischen Markgraf Otto dem Reichen und seinem Sohn Albrecht dem Stolzen Schaden nimmt, gibt der Markgraf die alte Siedlung auf und verlegt die Stadt auf die heutige Lage in größerer Höhe, die besser zu verteidigen ist. Die neue Stadt erhielt den Namen Eisenberg.
Bereits seit dem 12. Jahrhundert ist an dieser Stelle eine Burg nachgewiesen. Sie war strategisch wichtig für die damaligen Handelsstraßen. Sie war mit einer Mauer und einem Graben umgeben.
Die ältesten urkundlichen Erwähnungen von Stadt und/oder Burg lauten „Isenberc“ (1171, alter Ort, untere Stadt) sowie „Ysinberc“ (1196, Stadt auf dem Berge, neue Stadt, obere Stadt). Der Name deutet auf Eisenabbau hin, wofür man in Eisenberg 1925 in der „Altstadt“ archäologische Belege fand. Um 1219 stand der Stadt ein vom Landesherrn eingesetzter Beamter, der „villicus“ vor. Er dürfte auf der Burg gesessen haben. Im Jahre 1274 ist offenbar Markgraf Albrecht der Entartete im Besitz von Eisenberg, denn er ernennt einen Schultheiß für die Stadt Eisenberg.
Die Burg wurde öfter umgebaut. 1589 errichtete man die „Neue Küche“. Von der mittelalterlichen Burg und dem Renaissanceschloss ist bis heute nur noch der Westflügel erhalten.
Von der alten Burganlage zeugt ein Stein neben dem Schloßdurchgang mit der Jahreszahl „1589“ und den Anfangsbuchstaben des lateinischen Wahlspruches „Verbum Domini manet in aeternum“ (VDIMIAE) = „Das Wort Gottes bleibt in Ewigkeit“ des Schmalkaldischen Bundes.

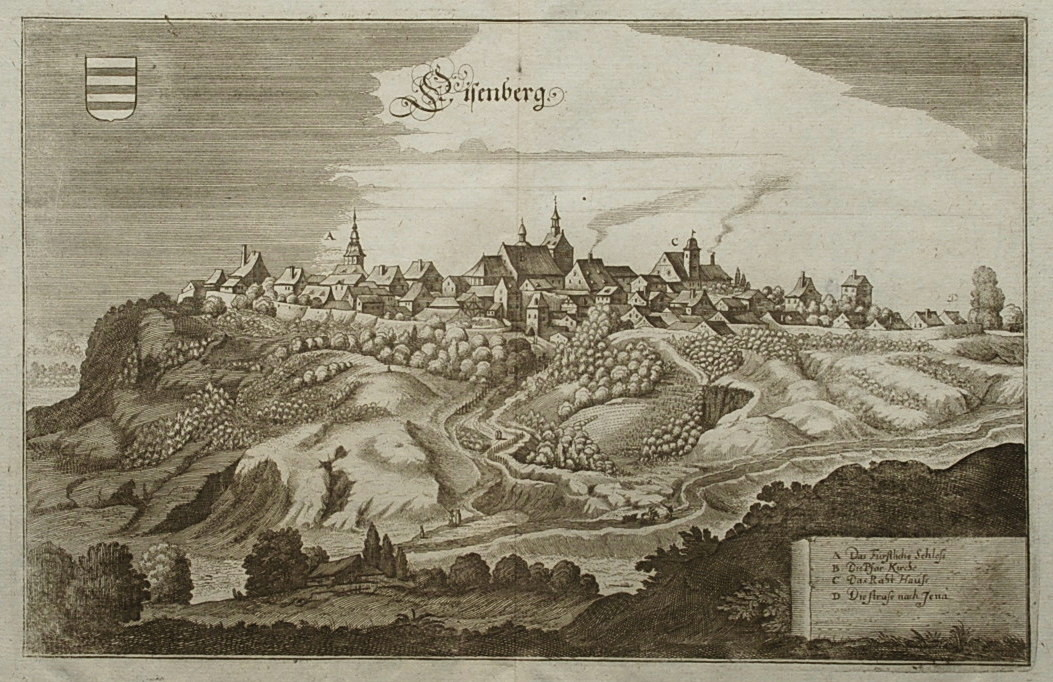
Eisenberg mit dem „Fürstlichen Schloß“ (A). Merian um 1650.
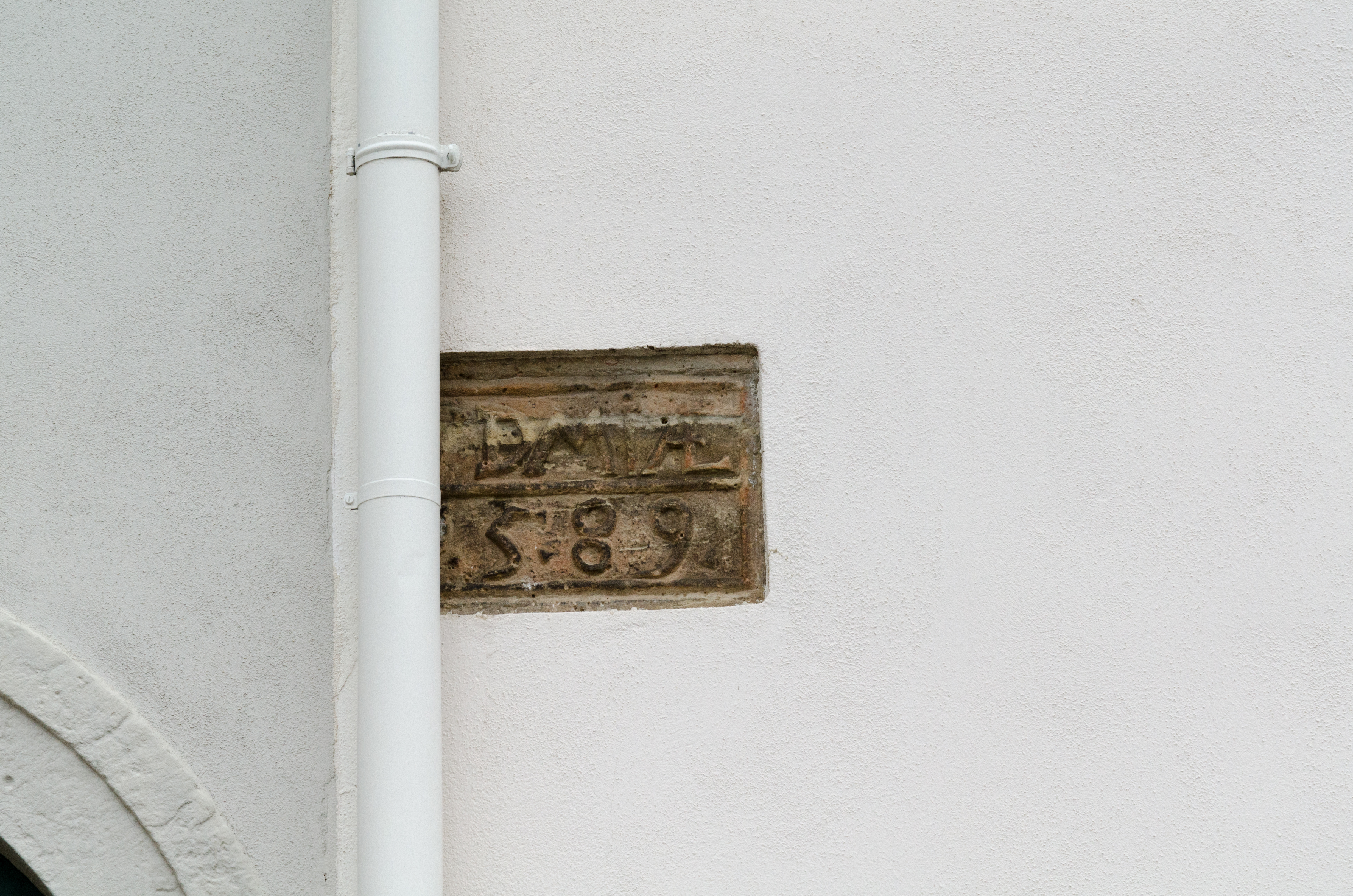
Stein von 1589 mit Wahlspruch-Abkürzung des Schmalkaldischen Bundes
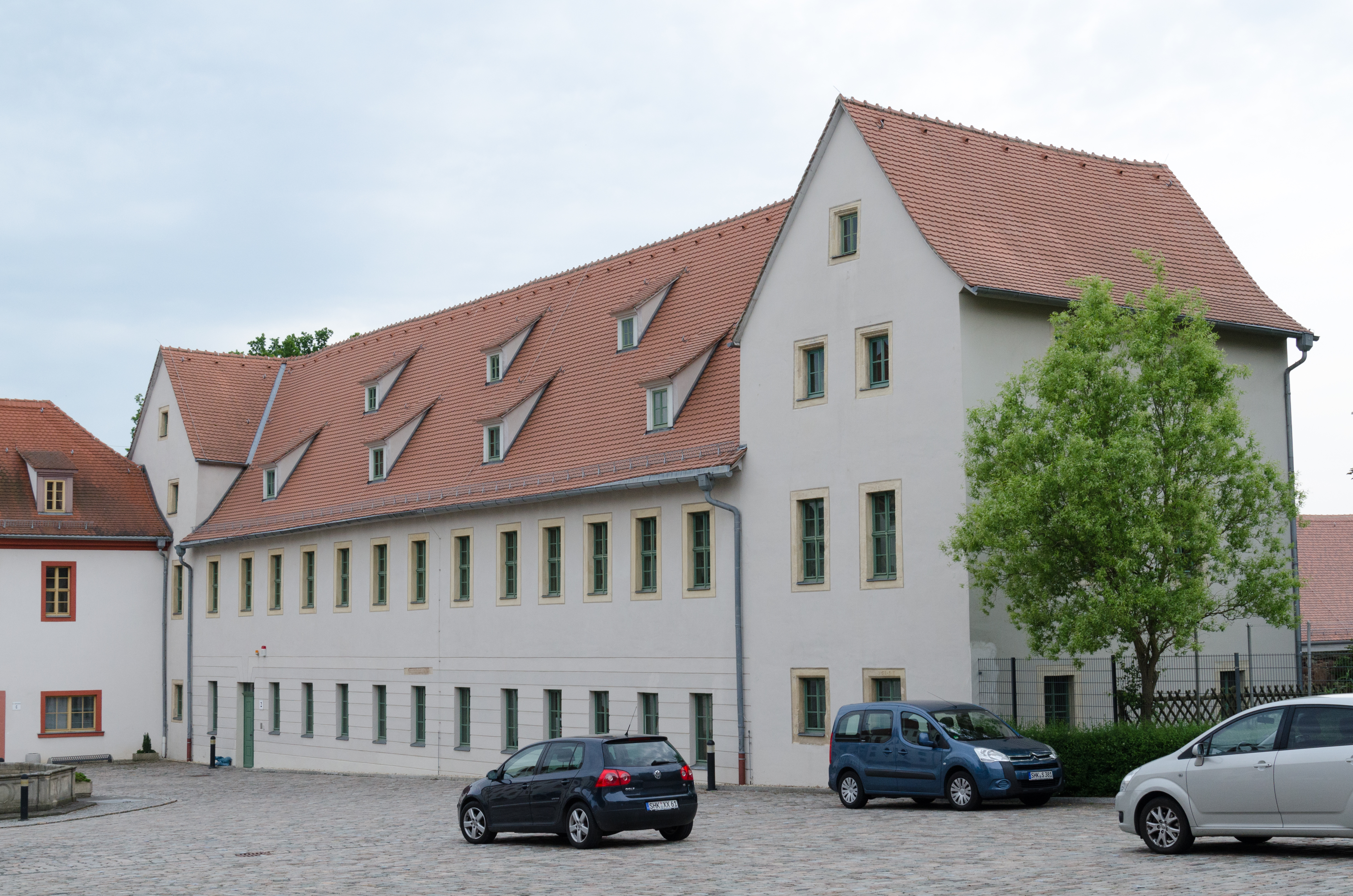
Renaissancegebäude

### Barockschloss Christiansburg mit Schloßkirche

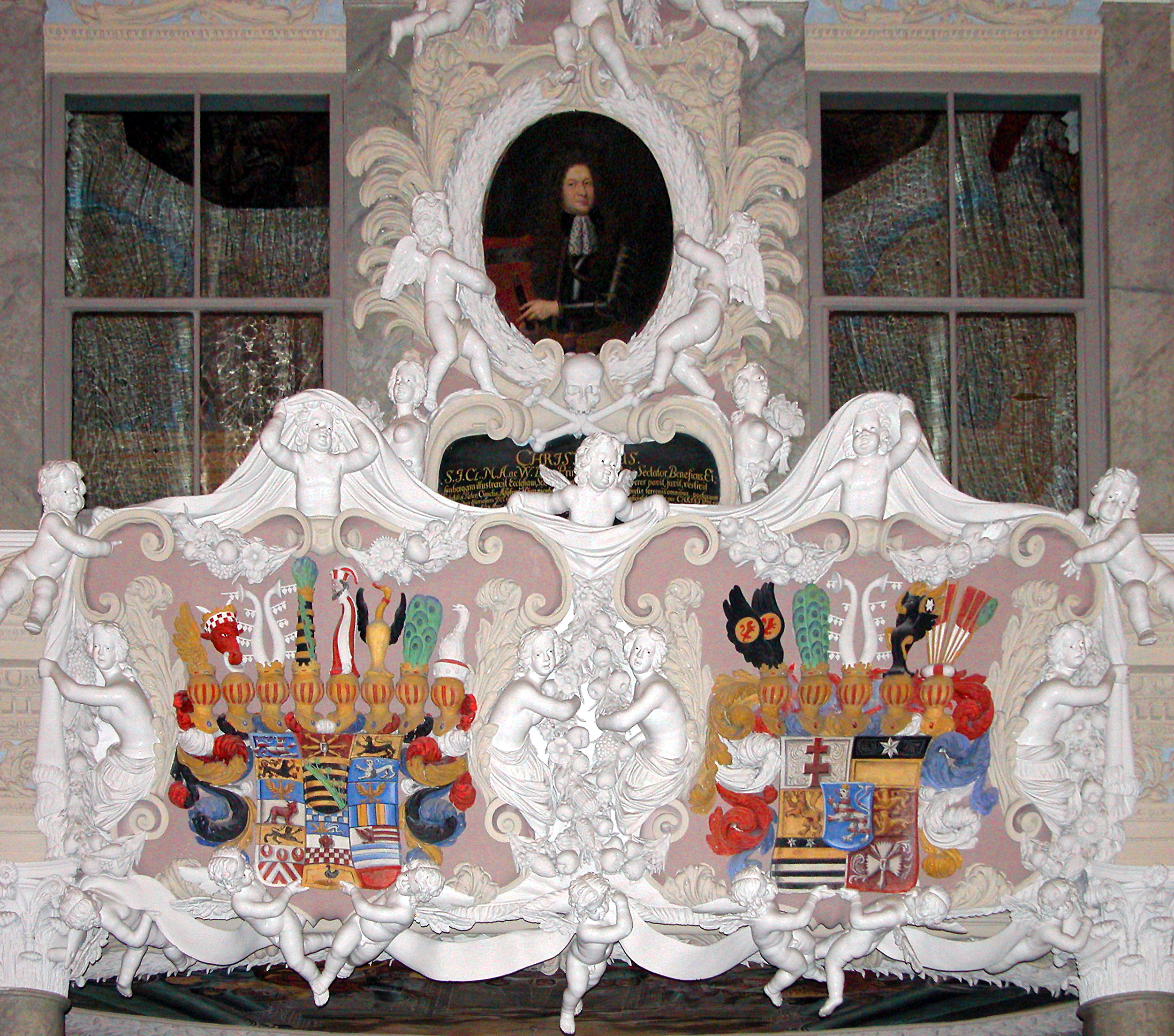
Allianzwappen des Herzogspaars in der Schlosskirche

1677–1692 ließ Herzog Christian von Sachsen-Eisenberg das Bauensemble verändern. Er war der einzige Herzog dieser sächsischen Linie.
Zu seinem Herzogtum, das von 1680 bis 1707 existierte, gehörten auch die Ämter Camburg und Roda (heute: Stadtroda) mit dem Schloss Stadtroda.
Das Eisenberger Schloss wurde in seinem Auftrag durch Baumeister Wilhelm Gundermann aus Altenburg 1677–1692 zu einer barocken Dreiflügelanlage umgestaltet. 1679–1692 wurde am Ostrand die Schlosskirche St. Trinitatis angebaut.
Herzog Christian ließ auch den barocken Schlossgarten anlegen.

## Anlage
Die Fronten des wirkungsvollen Gebäudes sind einfach gehalten. Die Schaufront weist als einzigen Schmuck das Portal aus rotem Sandstein auf, über dem sich – von korinthischen Säulen getragen – ein Balkon erhebt.
Roter Sandstein wurde auch für die Fenstergewände verwendet. Die Räume des Schlosses zeigen schönen, von italienischen Meistern gefertigten Deckenschmuck.
Der Kaisersaal wurde 1993/1994 wiederhergestellt.

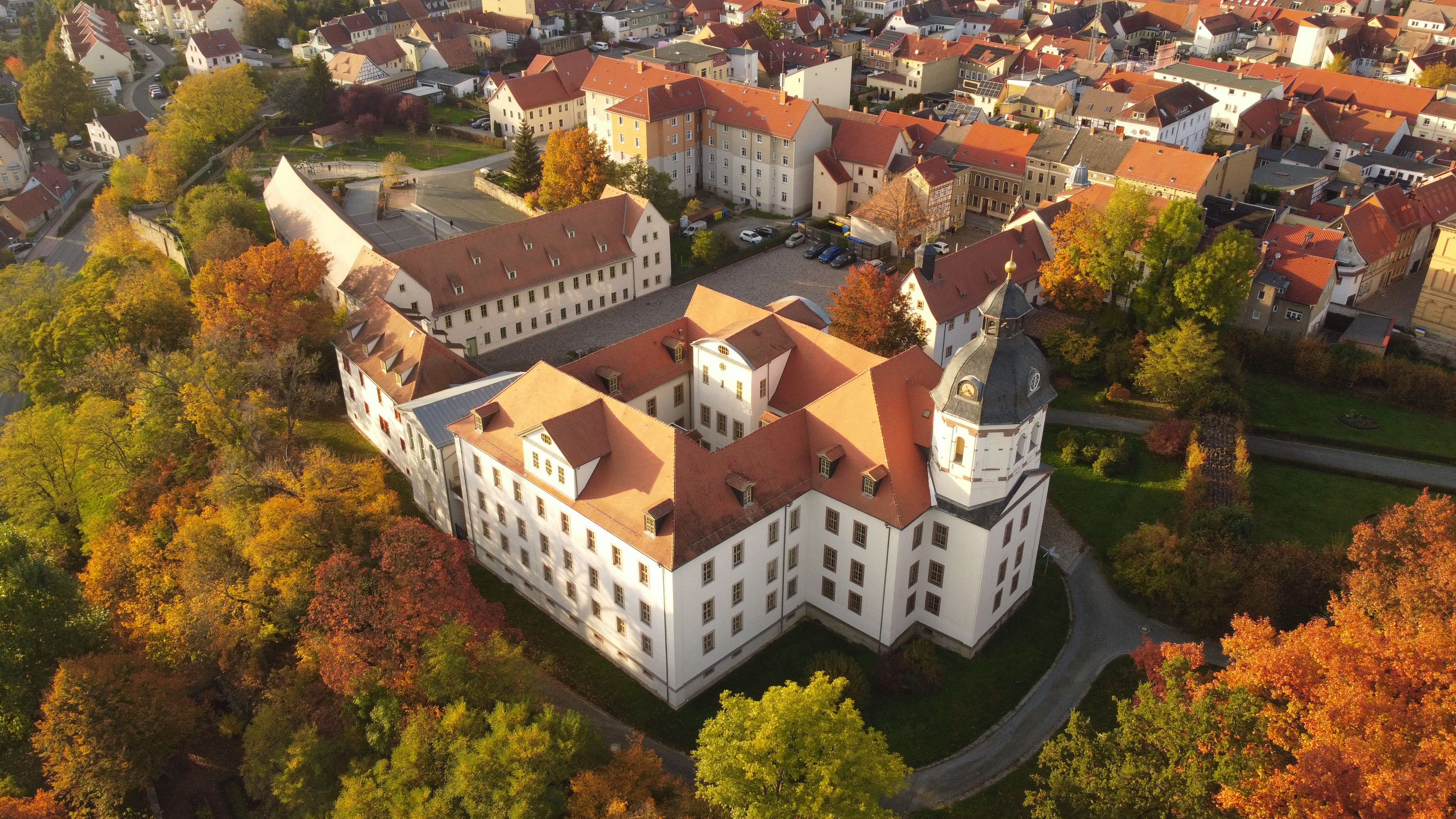
Südostansicht
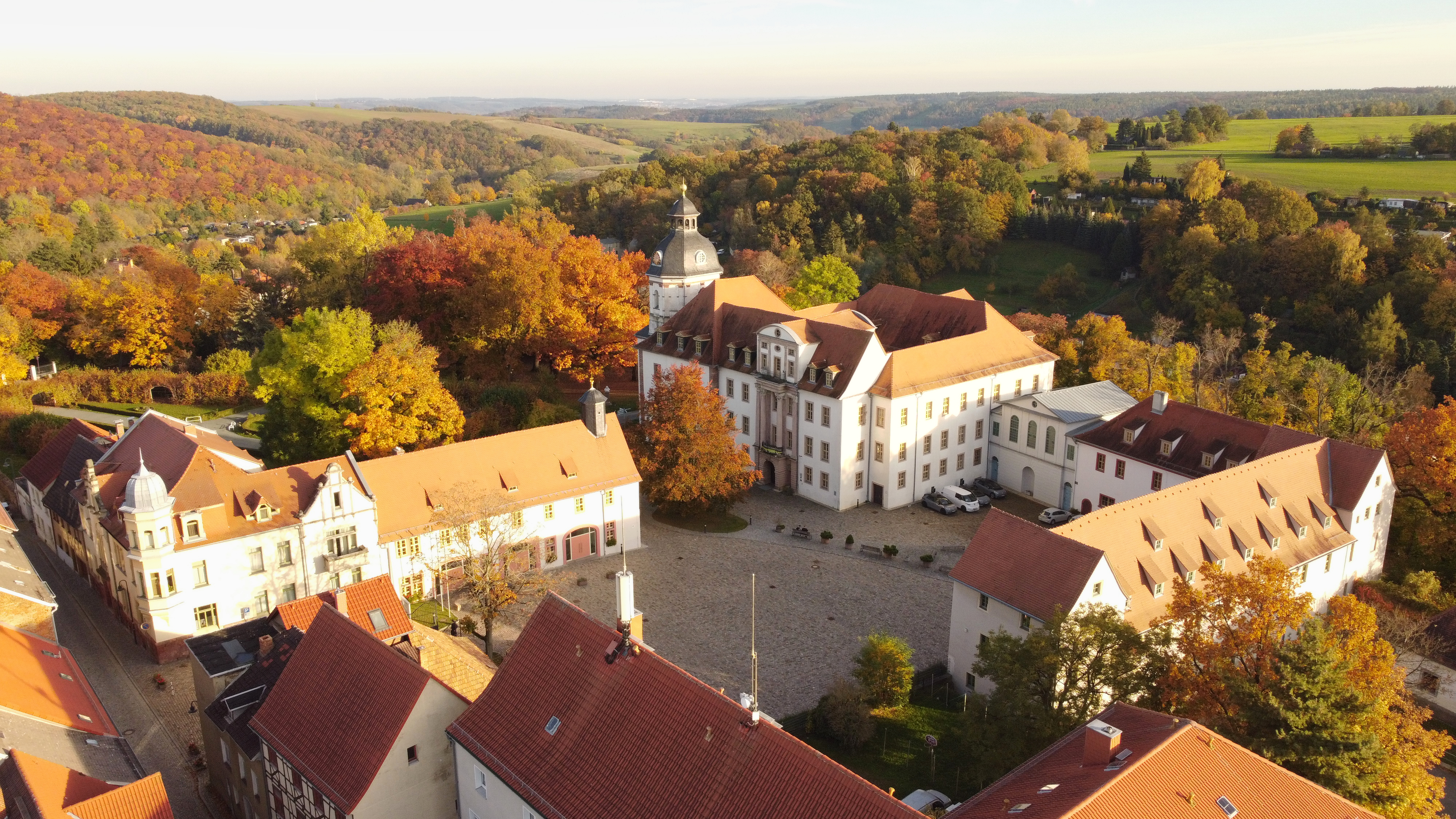
Nordwestansicht (2024)
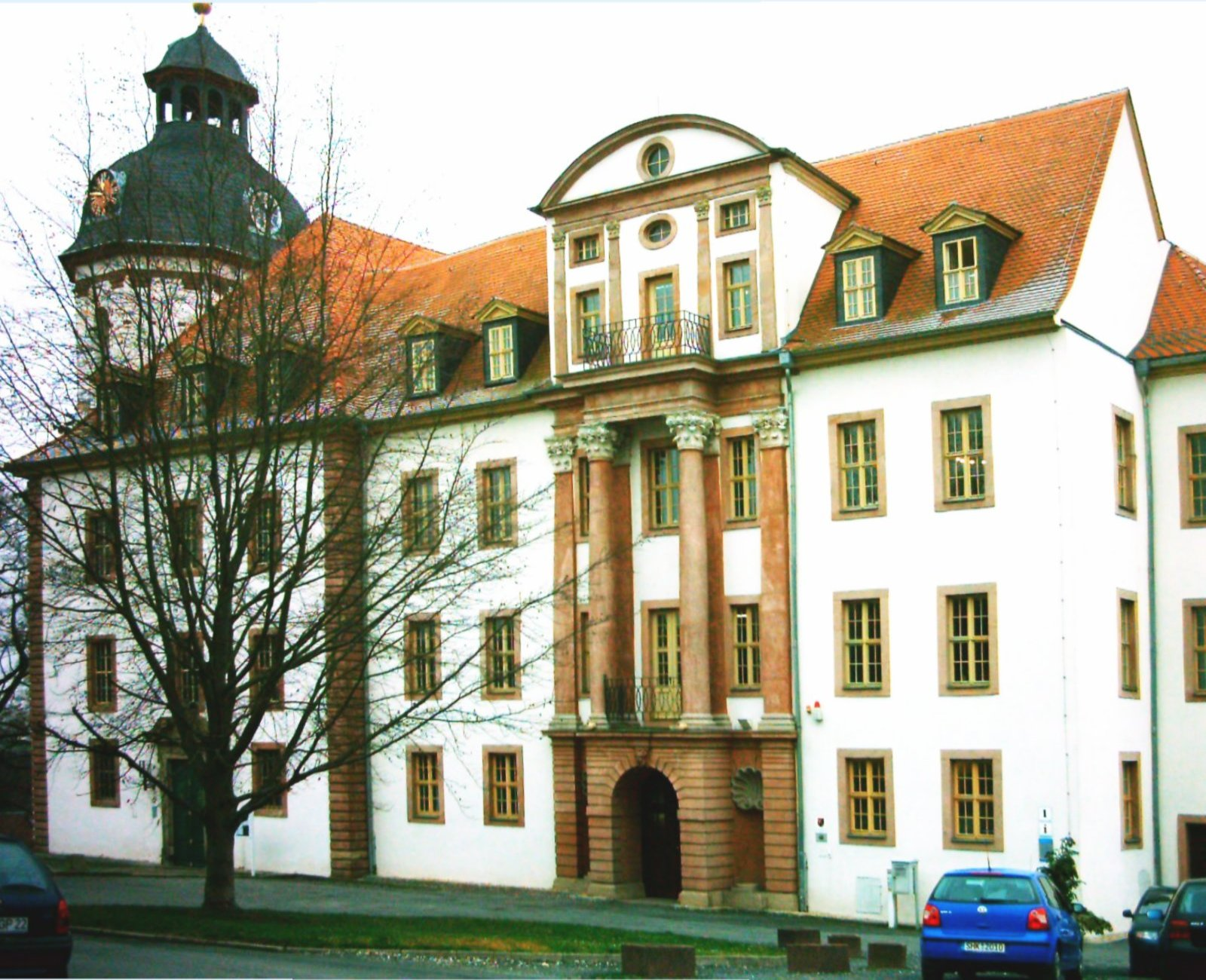
Schaufront (Nordseite) zur Stadt
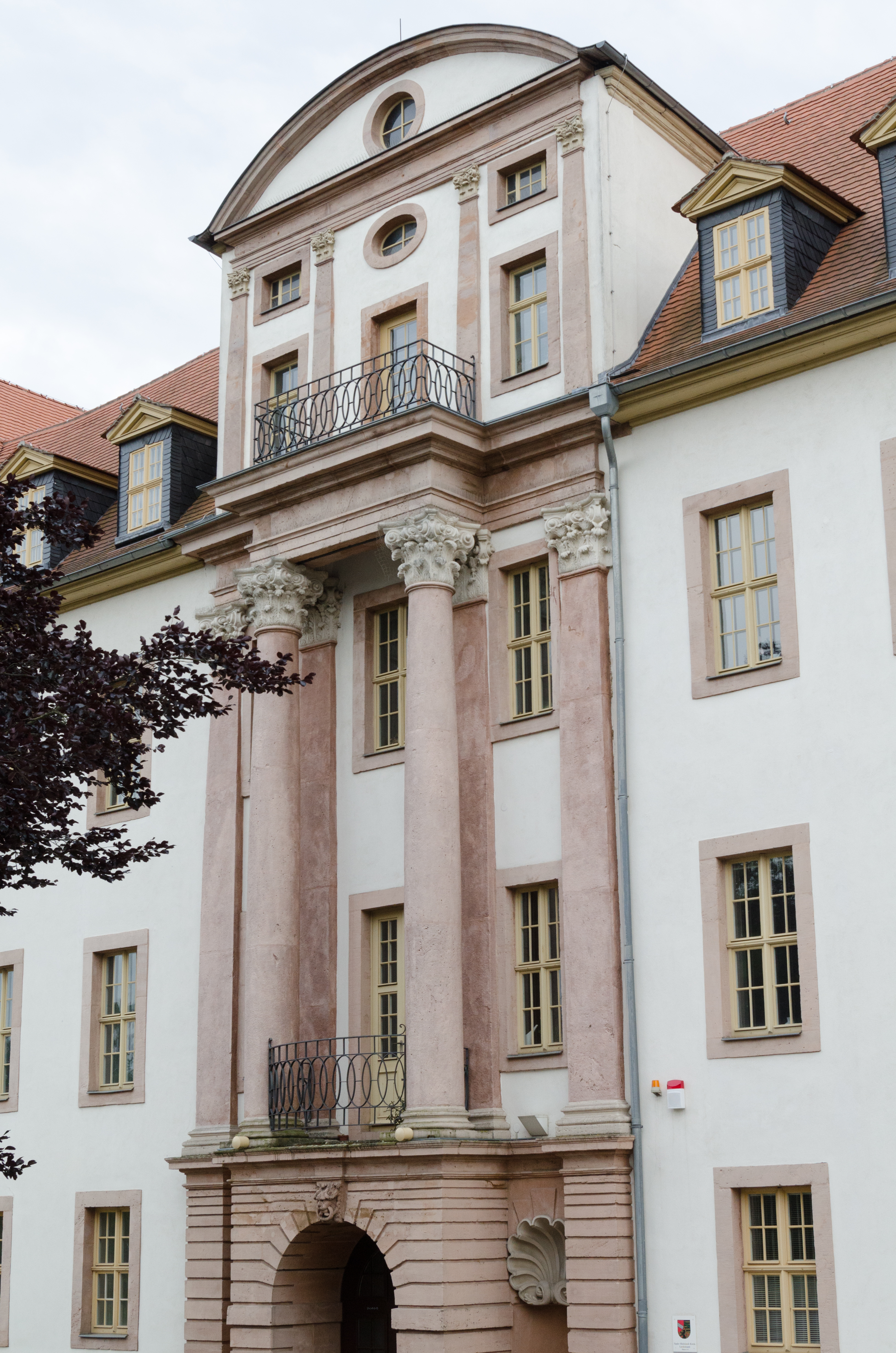
Risalit mit Säulen, Pilastern und Rundbogen-Giebel
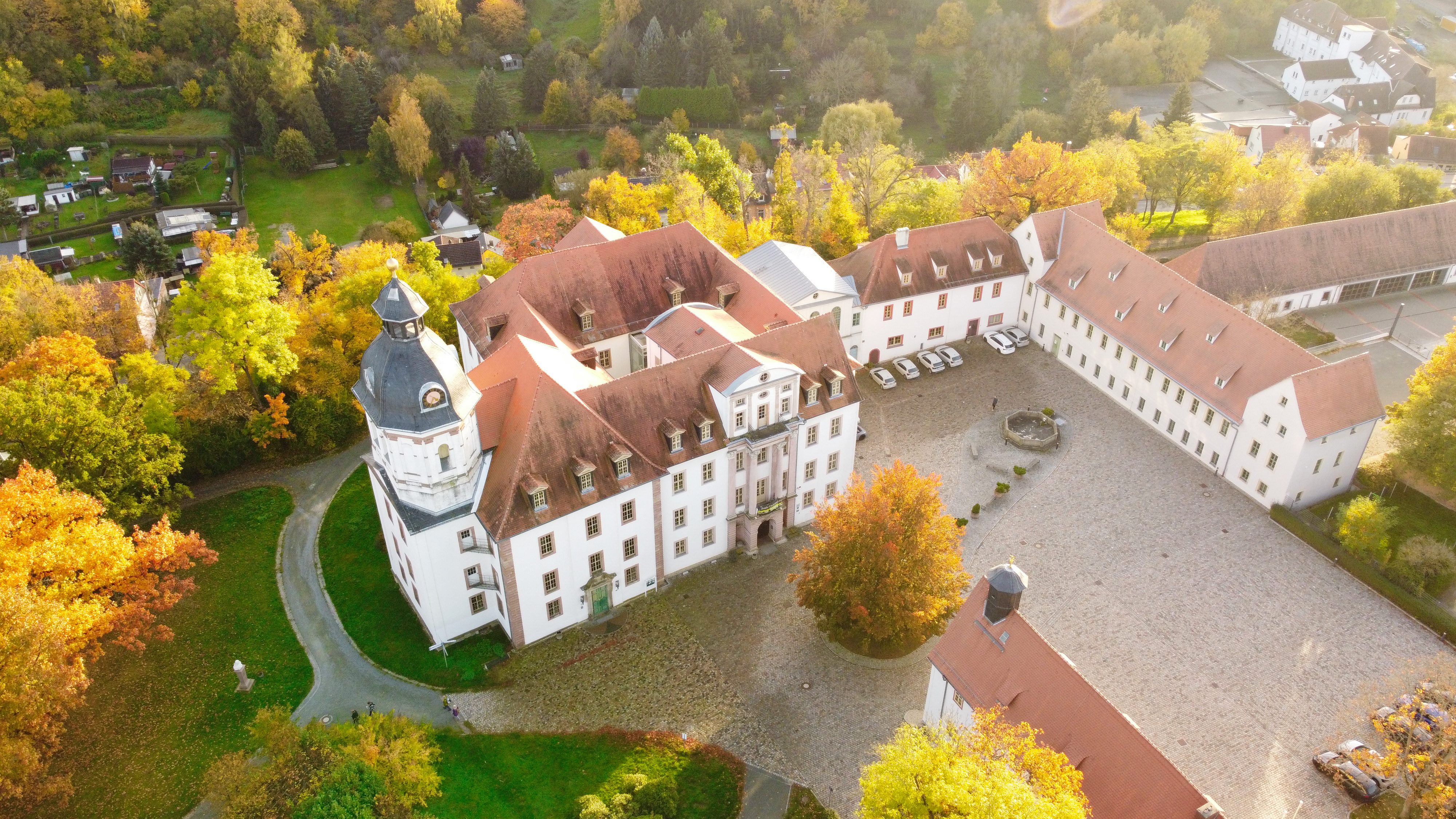
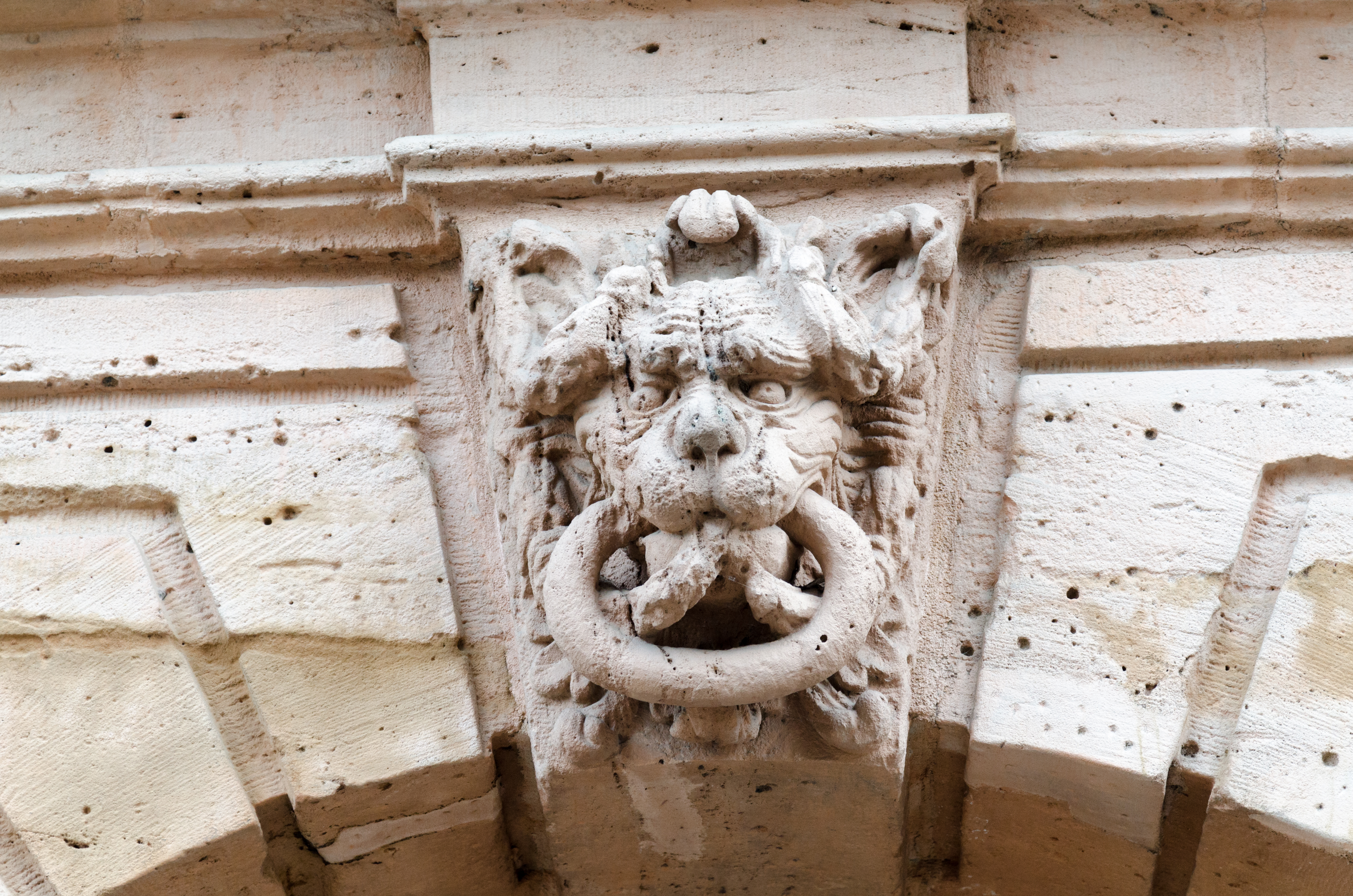
Schlussstein am Tor (Schaufront)
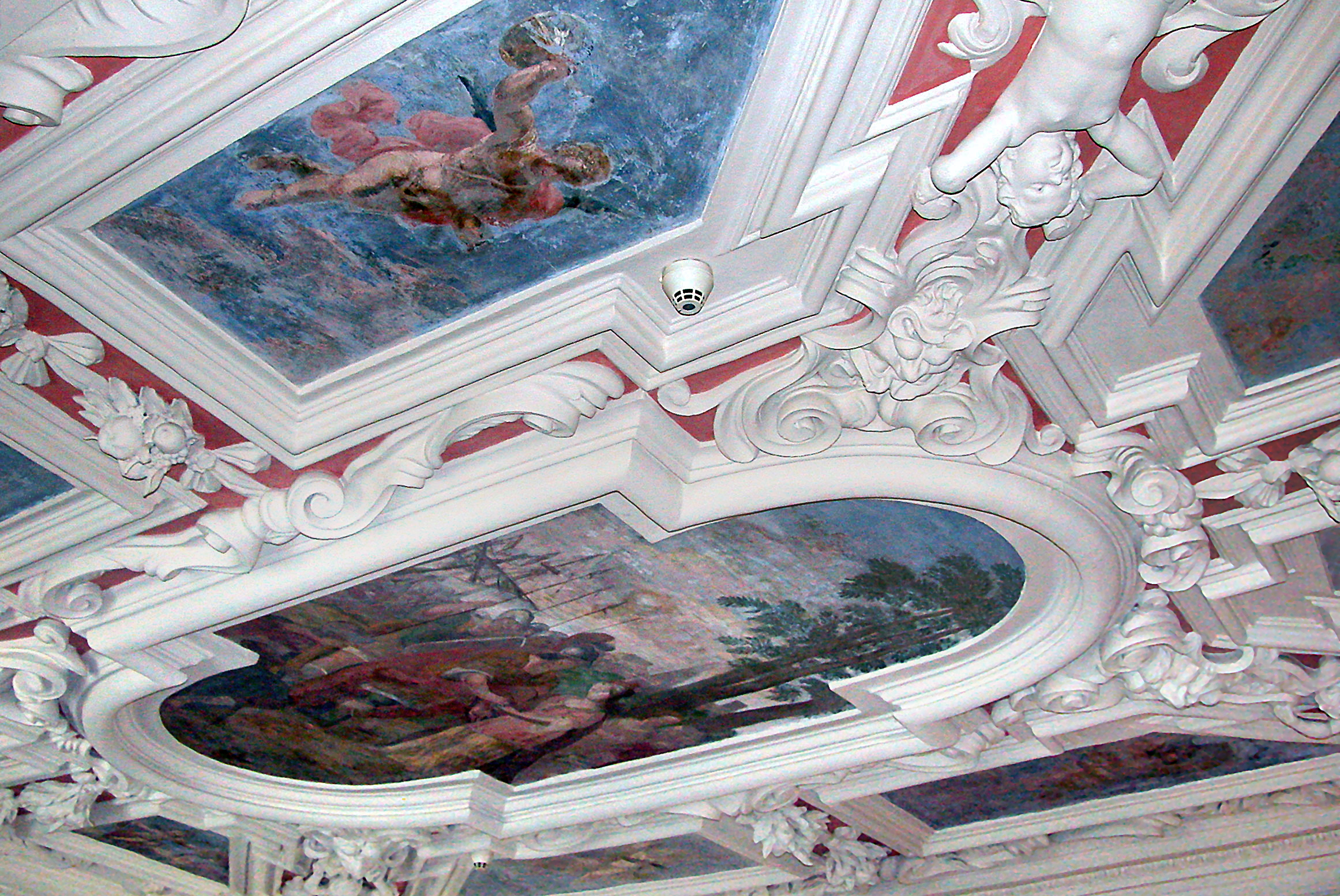
Barocke Deckengestaltung im ersten Obergeschoß
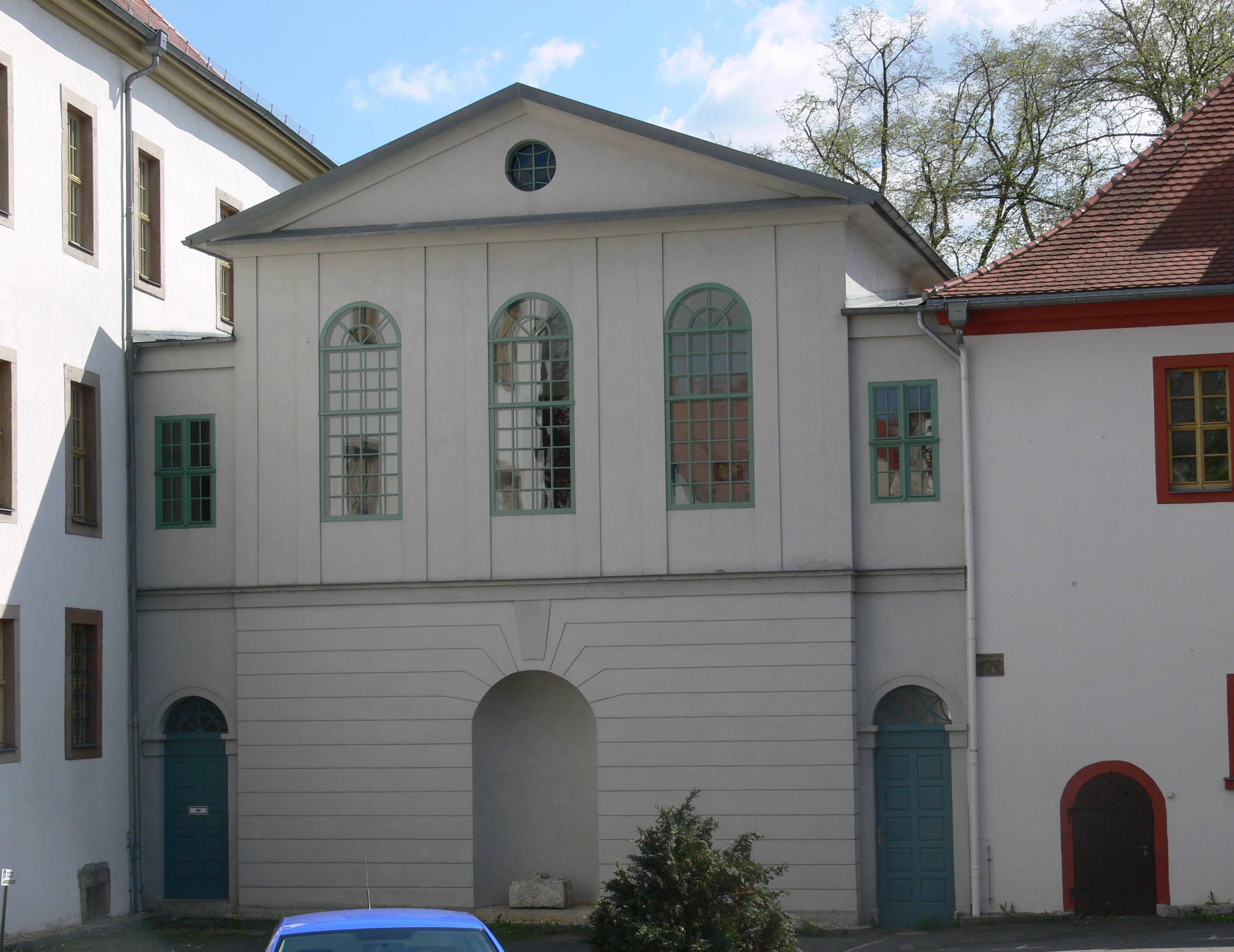
Klassizistischer Verbindungsbau

## Nutzung
Bereits in der DDR-Zeit dienten Schloss und Nebengebäude als Sitz der Kreisverwaltung (Rat des Kreises).
Heute (2025) befinden sich im Schloss Büros des Landratsamtes des Saale-Holzland-Kreises.

## Schlossgarten
Am Schloss befinden sich zwei getrennte Parks mit Bogengarten, das Labor sowie der Küchengarten mit Pavillon. Nahe dem Ostausgang des Parks befinden sich Tulpenbäume und Platanen.

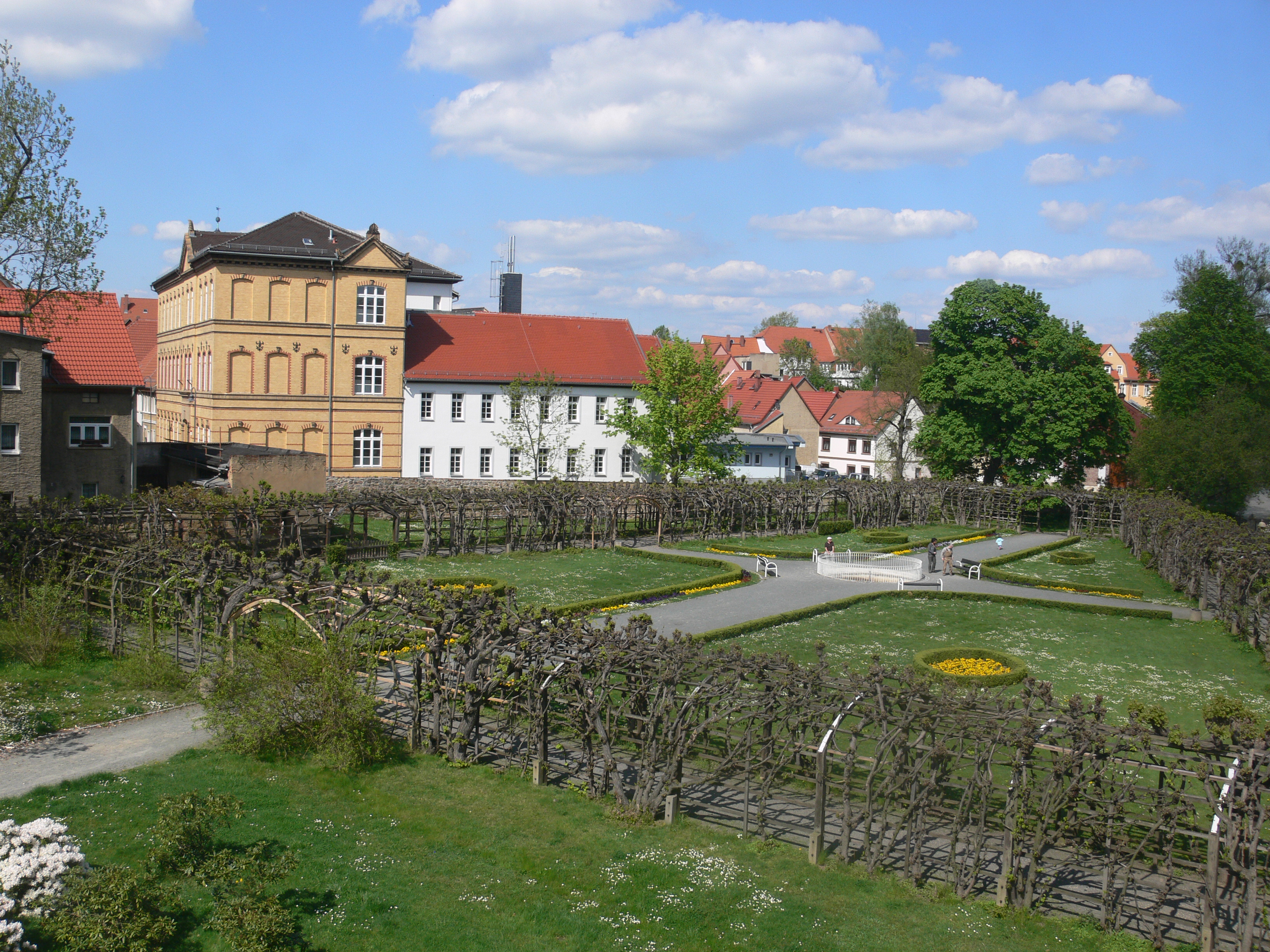
Park (2008)
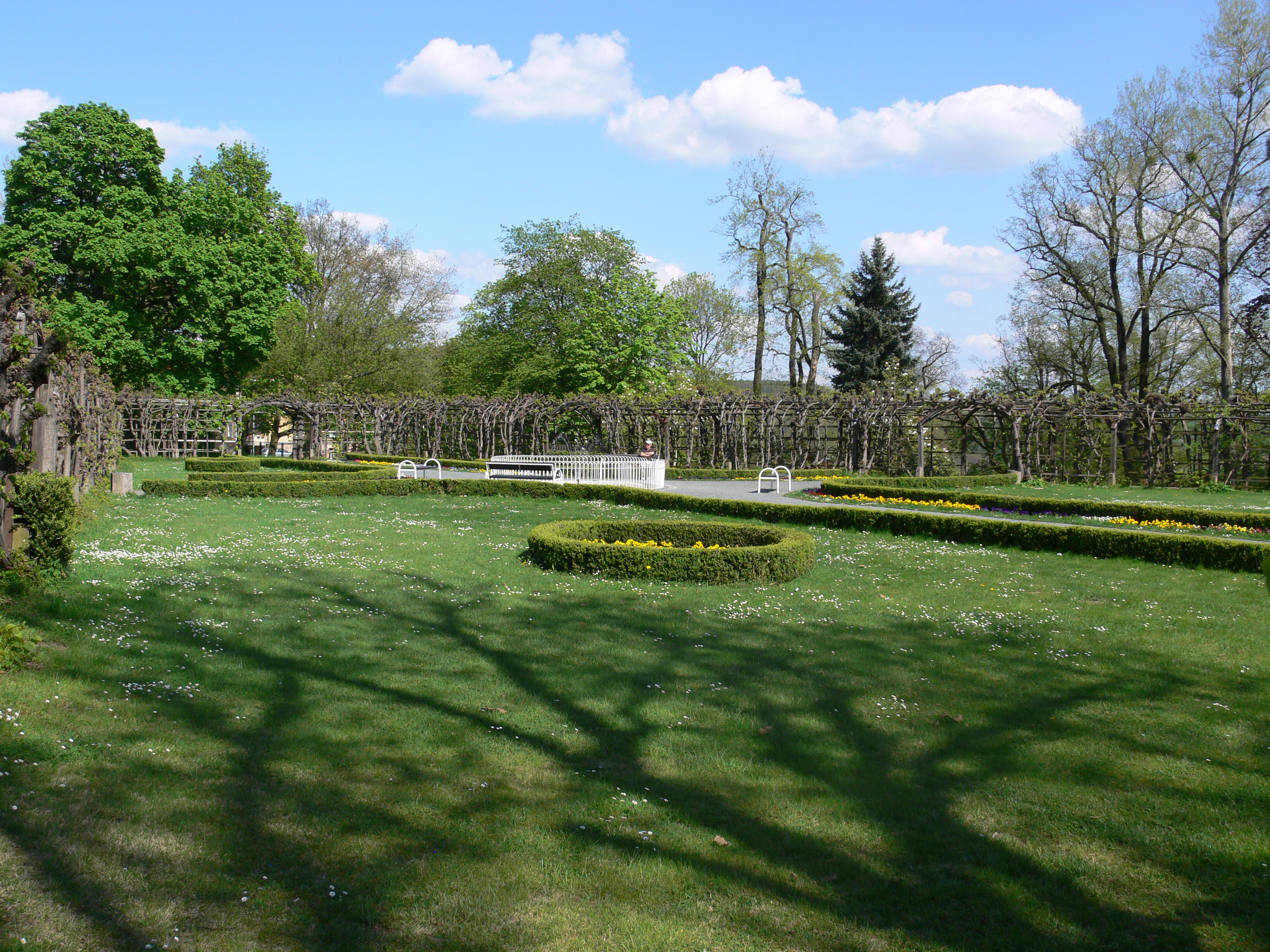
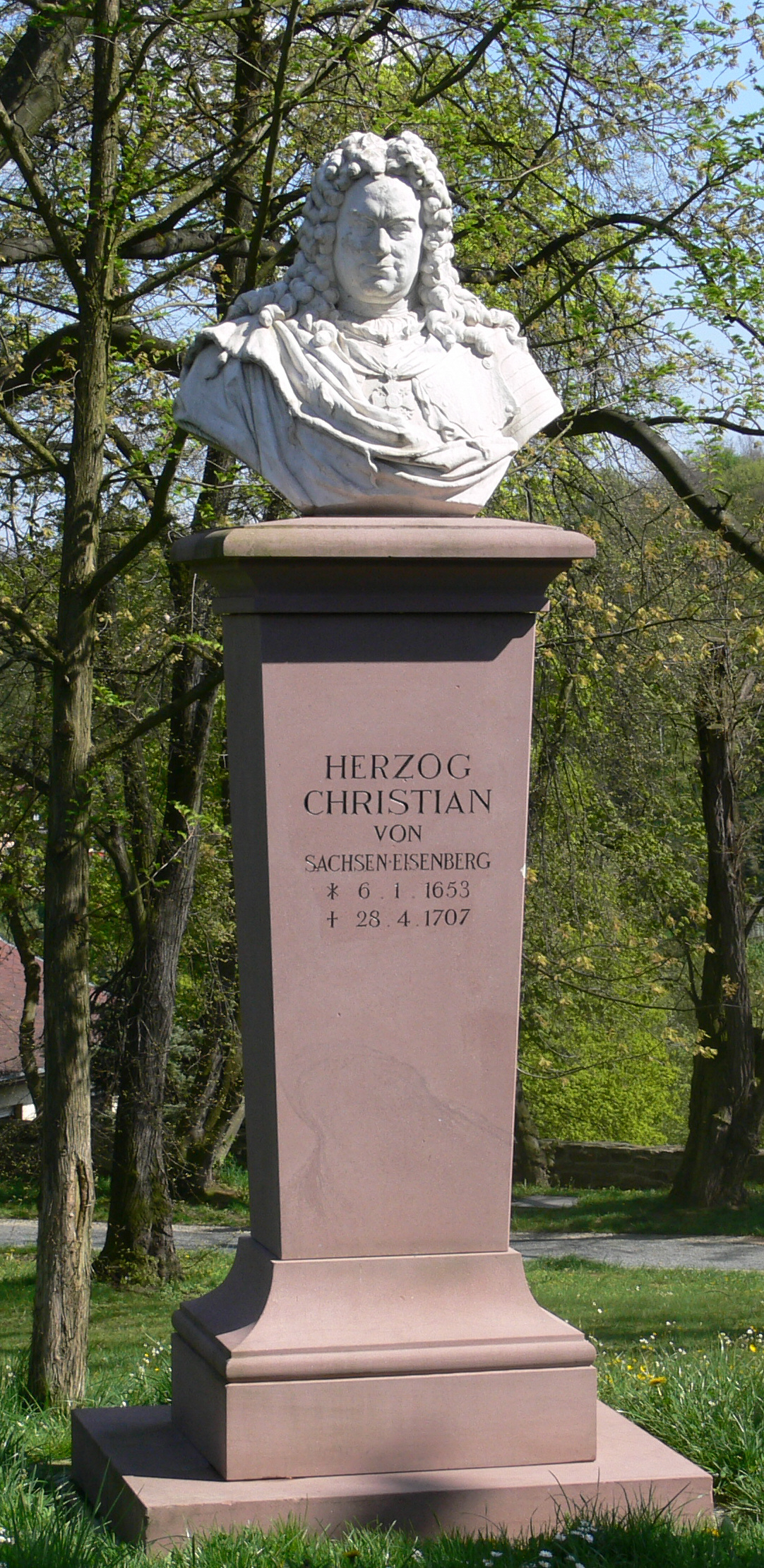
Denkmal für Herzog Christian von Sachsen-Eisenberg
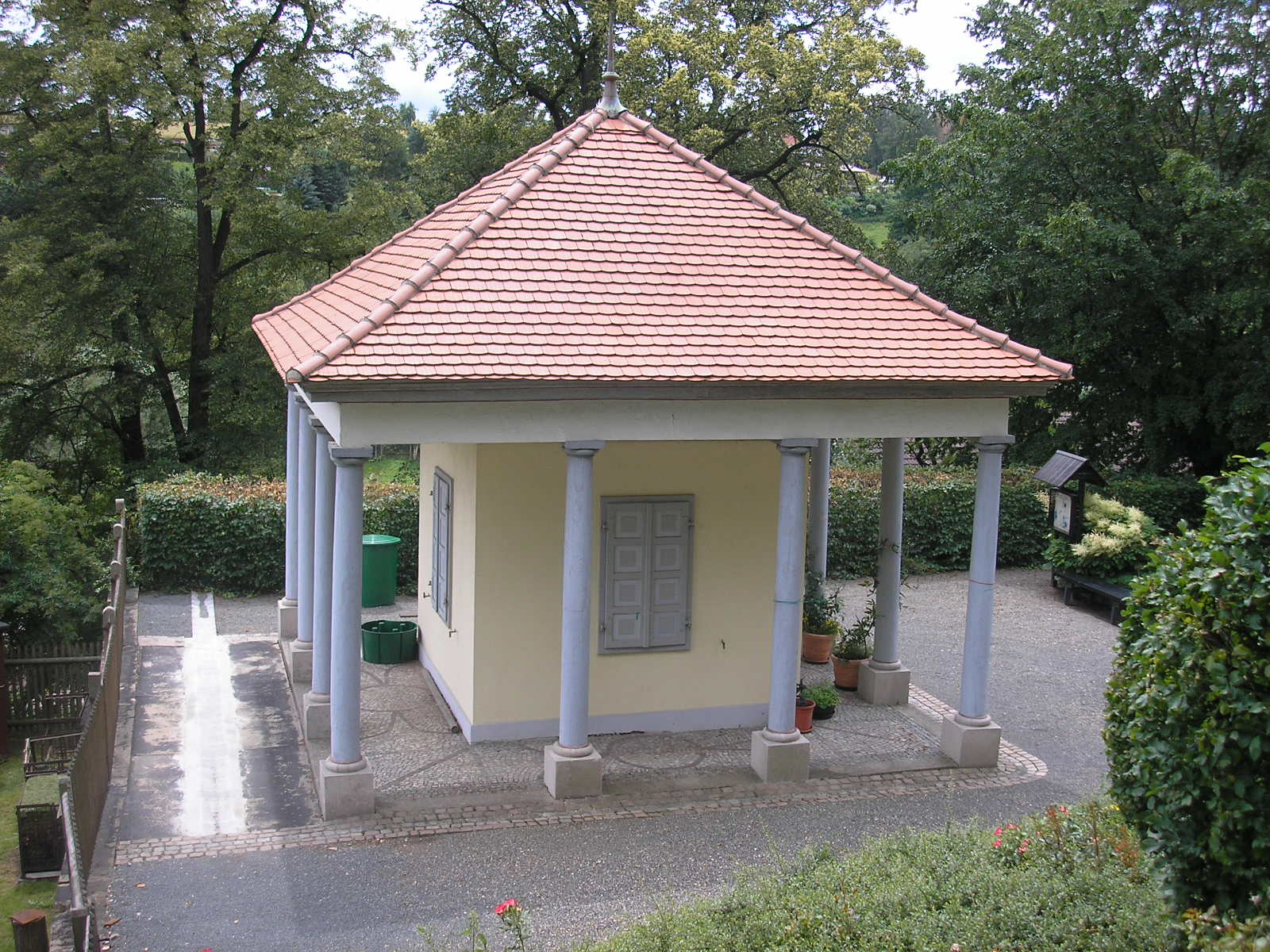
Pavillon im Küchengarten

## Mohrensage

Stadtwappen

Die Eisenberger Mohrensage und der Mohrenbrunnen, der sich neben der Eisenberger Stadtkirche befindet, haben einen Bezug zur hiesigen ehemaligen Burg.
Der 1727 errichtete Mohrenbrunnen erinnert den Betrachter an das Eisenberger Stadtwappen, das den Kopf eines Mohren-Pagen mit einer Binde über den Augen zeigt. Die Sage berichtet, dass ein von einem Eisenberger Grafen von einem Kreuzzug mitgebrachter Afrikaner hingerichtet werden sollte, da man ihn für das Verschwinden eines wertvollen Schmuckstückes verantwortlich machte. Er entging nur durch Zufall dem Tode, da sich seine Unschuld kurz vor der Hinrichtung zweifelsfrei erwies.